# 71. Międzynarodowy Festiwal Filmowy w Wenecji
71. Międzynarodowy Festiwal Filmowy w Wenecji odbył się w dniach 27 sierpnia − 6 września 2014 roku. Imprezę otworzył pokaz amerykańskiego filmu Birdman w reżyserii Alejandro Gonzáleza Iñárritu. W konkursie głównym zaprezentowano 20 filmów pochodzących z 11 różnych krajów.
Jury pod przewodnictwem francuskiego kompozytora Alexandre’a Desplata przyznało nagrodę główną festiwalu, Złotego Lwa, szwedzkiemu filmowi Gołąb przysiadł na gałęzi i rozmyśla o istnieniu w reżyserii Roya Anderssona. Drugą nagrodę w konkursie głównym, Grand Prix Jury, przyznano duńskiemu filmowi dokumentalnemu Scena ciszy w reżyserii Joshuy Oppenheimera.
Honorowego Złotego Lwa za całokształt twórczości odebrali amerykańska montażystka filmowa Thelma Schoonmaker i amerykański reżyser-dokumentalista Frederick Wiseman. Galę otwarcia i zamknięcia festiwalu prowadziła włoska aktorka Luisa Ranieri.

## Członkowie jury

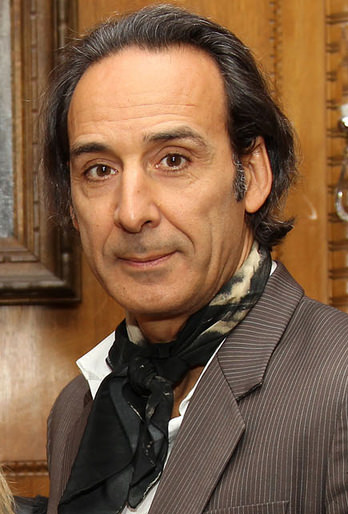
Przewodniczący jury konkursu głównego Alexandre Desplat.

### Konkurs główny
- Alexandre Desplat, francuski kompozytor − przewodniczący jury[6]
- Joan Chen, chińska aktorka
- Philip Gröning, niemiecki reżyser
- Jessica Hausner, austriacka reżyserka
- Jhumpa Lahiri, amerykańska pisarka
- Sandy Powell, brytyjska kostiumografka
- Tim Roth, brytyjski aktor
- Elia Suleiman, palestyński reżyser
- Carlo Verdone, włoski aktor i reżyser

### Sekcja „Horyzonty”
- Ann Hui, hongkońska reżyserka − przewodnicząca jury
- Moran Atias, izraelska aktorka
- Pernilla August, szwedzka aktorka i reżyserka
- David Chase, amerykański scenarzysta i producent filmowy
- Mahamat Saleh Haroun, czadyjski reżyser
- Roberto Minervini, włoski reżyser
- Alin Taşçıyan, turecka krytyczka filmowa

### Nagroda im. Luigiego De Laurentiisa
- Alice Rohrwacher, włoska reżyserka − przewodnicząca jury
- Lisandro Alonso, argentyński reżyser
- Ron Mann, kanadyjski reżyser
- Vivian Qu, chińska reżyserka
- Răzvan Rădulescu, rumuński scenarzysta

## Selekcja oficjalna

### Otwarcie i zamknięcie festiwalu
|             | Tytuł      | Reżyseria                   | Kraj produkcji    |
| ----------- | ---------- | --------------------------- | ----------------- |
| Otwierający | Birdman    | Alejandro González Iñárritu | Stany Zjednoczone |
| Zamykający  | Złoty wiek | Ann Hui                     | Hongkong          |

### Konkurs główny
Następujące filmy zostały wyselekcjonowane do udziału w konkursie głównym o Złotego Lwa:
| Tytuł polski                                     | Tytuł oryginalny                                                                        | Reżyseria                   | Kraj produkcji    |
| ------------------------------------------------ | --------------------------------------------------------------------------------------- | --------------------------- | ----------------- |
| 3 serca                                          | 3 cœurs                                                                                 | Benoît Jacquot              | Francja           |
| 99 Homes                                         | 99 Homes                                                                                | Ramin Bahrani               | Stany Zjednoczone |
| Ciemne dusze                                     | Anime nere                                                                              | Francesco Munzi             | Włochy            |
| Białe noce listonosza Aleksieja Triapicyna       | Белые ночи почтальона Алексея Тряпицына Biełyje noczi pocztaljona Alieksieja Triapicyna | Andriej Konczałowski        | Rosja             |
| Birdman                                          | Birdman or (The Unexpected Virtue of Ignorance)                                         | Alejandro González Iñárritu | Stany Zjednoczone |
| Czerwona amnezja                                 | 闯入者 Chuang ru zhe                                                                    | Wang Xiaoshuai              | Chiny             |
| Rana                                             | The Cut                                                                                 | Fatih Akın                  | Niemcy            |
| Ostatnie uderzenie młotem                        | Le dernier coup de marteau                                                              | Alix Delaporte              | Francja           |
| Gołąb przysiadł na gałęzi i rozmyśla o istnieniu | En duva satt på en gren och funderade på tillvaron                                      | Roy Andersson               | Szwecja           |
| Opowieści                                        | قصه ها Ghesse-ha                                                                        | Rakhshan Banietemad         | Iran              |
| Cudowny młodzieniec                              | Il giovane favoloso                                                                     | Mario Martone               | Włochy            |
| Dobre zabijanie                                  | Good Kill                                                                               | Andrew Niccol               | Stany Zjednoczone |
| Złaknieni                                        | Hungry Hearts                                                                           | Saverio Costanzo            | Włochy            |
| Ze mną nie zginiesz                              | Loin des hommes                                                                         | David Oelhoffen             | Francja           |
| Scena ciszy                                      | The Look of Silence                                                                     | Joshua Oppenheimer          | Dania             |
| Manglehorn                                       | Manglehorn                                                                              | David Gordon Green          | Stany Zjednoczone |
| Ognie w polu                                     | 野火 Nobi                                                                               | Shinya Tsukamoto            | Japonia           |
| Pasolini                                         | Pasolini                                                                                | Abel Ferrara                | Włochy            |
| Cena sławy                                       | La rançon de la gloire                                                                  | Xavier Beauvois             | Francja           |
| Sivas                                            | Sivas                                                                                   | Kaan Müjdeci                | Turcja            |

### Pokazy pozakonkursowe
Następujące filmy zostały wyświetlone na festiwalu w ramach pokazów pozakonkursowych:

#### Filmy fabularne
| Tytuł polski                             | Tytuł oryginalny           | Reżyseria | Kraj produkcji    |
| ---------------------------------------- | -------------------------- | --- | ----------------- |
| Pudłaki                                  | The Boxtrolls              | Graham Annable i Anthony Stacchi | Stany Zjednoczone |
| Burying the Ex                           | Burying the Ex             | Joe Dante | Stany Zjednoczone |
| Złoty wiek                               | 黃金時代 Huang jin shi dai | Ann Hui | Hongkong          |
| Upokorzenie                              | The Humbling               | Barry Levinson | Stany Zjednoczone |
| Revivre                                  | 화장 Hwajang               | Im Kwon-taek | Korea Południowa  |
| Nimfomanka - Część II                    | Nymphomaniac: Vol. II      | Lars von Trier | Dania             |
| Olive Kitteridge (miniserial)            | Olive Kitteridge           | Lisa Cholodenko | Stany Zjednoczone |
| Perez.                                   | Perez.                     | Edoardo De Angelis | Włochy            |
| Najdroższy                               | 親愛的 Qin ai de           | Peter Chan | Hongkong          |
| Dziewczyna warta grzechu                 | She’s Funny That Way       | Peter Bogdanovich | Stany Zjednoczone |
| Wściekłość i wrzask                      | The Sound and the Fury     | James Franco | Stany Zjednoczone |
| Tsili                                    | צילי Tsili                 | Amos Gitaj | Izrael            |
| Starzec z Restelo (film krótkometrażowy) | O Velho do Restelo         | Manoel de Oliveira | Portugalia        |
| Words with Gods                          | Words with Gods            | Guillermo Arriaga, Héctor Babenco, Álex de la Iglesia, Bahman Ghobadi, Amos Gitaj, Emir Kusturica, Mira Nair, Hideo Nakata i Warwick Thornton | Meksyk            |

#### Filmy dokumentalne
| Tytuł polski      | Tytuł oryginalny                       | Reżyseria           | Kraj produkcji |
| ----------------- | -------------------------------------- | ------------------- | -------------- |
| W piwnicy         | Im Keller                              | Ulrich Seidl        | Austria        |
| Dzień we Włoszech | Italy in a Day - Un giorno da italiani | Gabriele Salvatores | Włochy         |
| Układ             | La trattativa                          | Sabina Guzzanti     | Włochy         |
| Grzech postępu    | La zuppa del demonio                   | Davide Ferrario     | Włochy         |

### Sekcja „Horyzonty”
Następujące filmy zostały wyświetlone na festiwalu w ramach sekcji „Horyzonty”:
| Tytuł polski                     | Tytuł oryginalny                 | Reżyseria                         | Kraj produkcji    |
| -------------------------------- | -------------------------------- | --------------------------------- | ----------------- |
| Belluscone. Una storia siciliana | Belluscone. Una storia siciliana | Franco Maresco                    | Włochy            |
| Bypass                           | Bypass                           | Duane Hopkins                     | Wielka Brytania   |
| Proces                           | कोर्ट Court                        | Chaitanya Tamhane                 | Indie             |
| Anarchia                         | Cymbeline                        | Michael Almereyda                 | Stany Zjednoczone |
| Bóg wie co                       | Heaven Knows What                | Benny i Josh Safdie               | Stany Zjednoczone |
| Widzę, widzę                     | Ich seh, Ich seh                 | Veronika Franz i Severin Fiala    | Austria           |
| Wzgórze wolności                 | 자유의 언덕 Ja-yu-eui eon-deok   | Hong Sang-soo                     | Korea Południowa  |
| Jackie i Ryan                    | Jackie & Ryan                    | Ami Canaan Mann                   | Stany Zjednoczone |
| Linia kredytowa                  | კრედიტის ლიმიტი Kreditis limiti  | Salomé Alexi                      | Gruzja            |
| Nabat                            | Nabat                            | Elçin Musaoğlu                    | Azerbejdżan       |
| Na progu śmierci                 | Near Death Experience            | Benoît Delépine i Gustave Kervern | Francja           |
| Prezydent                        | პრეზიდენტი Prezidenti            | Mohsen Makhmalbaf                 | Gruzja            |
| Reality                          | Réalité                          | Quentin Dupieux                   | Francja           |
| Nie licz na litość               | Senza nessuna pietà              | Michele Alhaique                  | Włochy            |
| Takie są zasady                  | Takva su pravila                 | Ognjen Sviličić                   | Chorwacja         |
| Theeb                            | ذيب Theeb                        | Naji Abu Nowar                    | Jordania          |
| La vita oscena                   | La vita oscena                   | Renato De Maria                   | Włochy            |

## Laureaci nagród

### Konkurs główny
Złoty Lew
- Gołąb przysiadł na gałęzi i rozmyśla o istnieniu, reż. Roy Andersson

Wielka Nagroda Jury
- Scena ciszy, reż. Joshua Oppenheimer

Srebrny Lew dla najlepszego reżysera
- Andriej Konczałowski − Białe noce listonosza Aleksieja Triapicyna

Nagroda Specjalna Jury
- Sivas, reż. Kaan Müjdeci

Puchar Volpiego dla najlepszej aktorki
- Alba Rohrwacher − Złaknieni

Puchar Volpiego dla najlepszego aktora
- Adam Driver − Złaknieni

Złota Osella za najlepszy scenariusz
- Rakhshan Banietemad i Farid Mostafavi − Opowieści

Nagroda im. Marcello Mastroianniego dla początkującego aktora lub aktorki
- Romain Paul − Ostatnie uderzenie młotem

### Sekcja „Horyzonty”
Nagroda Główna
- Proces, reż. Chaitanya Tamhane

Nagroda Specjalna Jury
- Belluscone. Una storia siciliana, reż. Franco Maresco

Nagroda za najlepszą reżyserię
- Naji Abu Nowar − Theeb

Nagroda Specjalna za najlepszą kreację aktorską
- Emir Hadžihafizbegović − Takie są zasady

Nagroda za najlepszy film krótkometrażowy
- Maryam, reż. Sidi Saleh

### Wybrane pozostałe nagrody
Nagroda im. Luigiego De Laurentiisa za najlepszy debiut reżyserski
- Proces, reż. Chaitanya Tamhane

Nagroda Publiczności w sekcji „Międzynarodowy Tydzień Krytyki”
- Niczyje dziecko, reż. Vuk Ršumović

Nagroda Główna  w sekcji „Venice Days”
- Powrót do Itaki, reż. Laurent Cantet

Nagroda Label Europa Cinemas dla najlepszego filmu europejskiego
- Kolacja, reż. Ivano De Matteo

Nagroda sekcji „Venice Classics” za najlepiej odrestaurowany film
- Szczególny dzień, reż. Ettore Scola

Nagroda sekcji „Venice Classics” za najlepszy film dokumentalny o tematyce filmowej
- Rysując zmierzch, reż. Alberto Girotto i Francesco Montagner

Nagroda FIPRESCI
- Konkurs główny:  Scena ciszy, reż. Joshua Oppenheimer
- Sekcje paralelne:  Niczyje dziecko, reż. Vuk Ršumović

Nagroda im. Francesco Pasinettiego (SNGCI – Narodowego Stowarzyszenia Włoskich Krytyków Filmowych)
- Najlepszy włoski film:  Ciemne dusze, reż. Francesco Munzi
- Najlepszy włoski aktor:  Elio Germano − Cudowny młodzieniec
- Najlepsza włoska aktorka:  Alba Rohrwacher − Złaknieni
  - Wyróżnienie Specjalne:  Pierfrancesco Favino − Nie licz na litość
  - Wyróżnienie Specjalne:  Saverio Costanzo − Złaknieni

Nagroda SIGNIS (Międzynarodowej Organizacji Mediów Katolickich)
- Ze mną nie zginiesz, reż. David Oelhoffen
  - Wyróżnienie Specjalne:  99 Homes, reż. Ramin Bahrani

Nagroda CICAE (Międzynarodowej Konfederacji Kin Studyjnych)
- Bóg wie co, reż. Benny i Josh Safdie

Queerowy Lew dla najlepszego filmu o tematyce LGBT
- Letnie noce, reż. Mario Fanfani

Nagroda UNICEF-u
- Złaknieni, reż. Saverio Costanzo

Honorowy Złoty Lew za całokształt twórczości
- Thelma Schoonmaker
- Frederick Wiseman